# Ithri Rif de Nador
Maillots
L’Ittihad Riadhi de Nador est un club de basket-ball marocain basé à Nador et évoluant en [Championnat du Maroc de basket-ball|De DEX-D-القسم الممتاز].
- champion de maroc en 2021-2022

## Palmarès
- Championnat du Maroc
  - Champion :
  - Vice-champion :

- Coupe du trône
  - Vainqueur :
  - Finaliste :

- Tournoi Mansour Lahrizi
  - Vainqueur :
  - Finaliste : 2008.

## Joueurs actuels
- Nazik el otmani
- Koutar ouass
- Imane busrru
- Nidae achargui
- Soukaina sayagh
- Khadija dekieik
- Hafsa kasimi
- Aminata sylla
- Samiha houssini
- nissrin laqdim
- malika goutay
- lejzae davidson